# Kowal bezskrzydły
Kowal bezskrzydły, kowal dwuplamek (Pyrrhocoris apterus), zwany potocznie „tramwajarzem”, „moskalikiem”, lub „doktorkiem” – gatunek pluskwiaka z rodziny kowalowatych (Pyrrhocoridae), pospolity w Polsce. Ze względu na łatwość hodowli bywa wykorzystywany do badań laboratoryjnych.

## Morfologia
Osiąga długość około 1 cm. Jego czułki są dość długie i czteroczłonowe, odnóża proporcjonalne do długości ciała, stopy trzyczłonowe, a na pazurkach znajdują się powierzchnie czepne – przylgi. Przetchlinki leżą na brzusznej stronie odwłoka, przyoczka nie występują. Jak wszystkie kowalowate, gatunek ten posiada trichobotria, czyli włoski czuciowe rejestrujące ruchy powietrza. Skrzydła są częściowo uwstecznione.
Jego głowa, czułki, tarczka, międzykrywki, odnóża i odwłok są czarne, natomiast przedplecze jest czerwone, z wyraźną czarną plamą w części środkowej. Na odwłoku znajduje się charakterystyczny czerwono-czarny wzór. Wewnątrz gatunku występuje zjawisko polimorfizmu objawiające się silnym uwstecznieniem tylnych skrzydeł u części osobników.

## Występowanie
Jest jednym z niewielu kowalowatych występujących niemal w całej Palearktyce (większość gatunków pokrewnych występuje przede wszystkim w strefach paleotropikalnych i subtropikalnych). Jego wschodni zasięg występowania sięga południowych regionów wschodniej Syberii (do podnóża Ałtaju), południowo-zachodniej Mongolii i północno-zachodnich Chin. Występuje także na terenie Stanów Zjednoczonych, w Ameryce Środkowej, Europie oraz Indiach.
Często pojawia się w dużych gromadach u podstawy pni drzew liściastych, szczególnie lipy. Jest gatunkiem zazwyczaj nieszkodliwym dla środowiska (w tym dla ludzi, nie kąsa), choć może uszkadzać młode drzewka w szkółkach i wyrządzać szkody w winnicach. Występuje w grupach, co służy jako strategia odstraszania drapieżnych ptaków.

## Ekologia

### Pożywienie

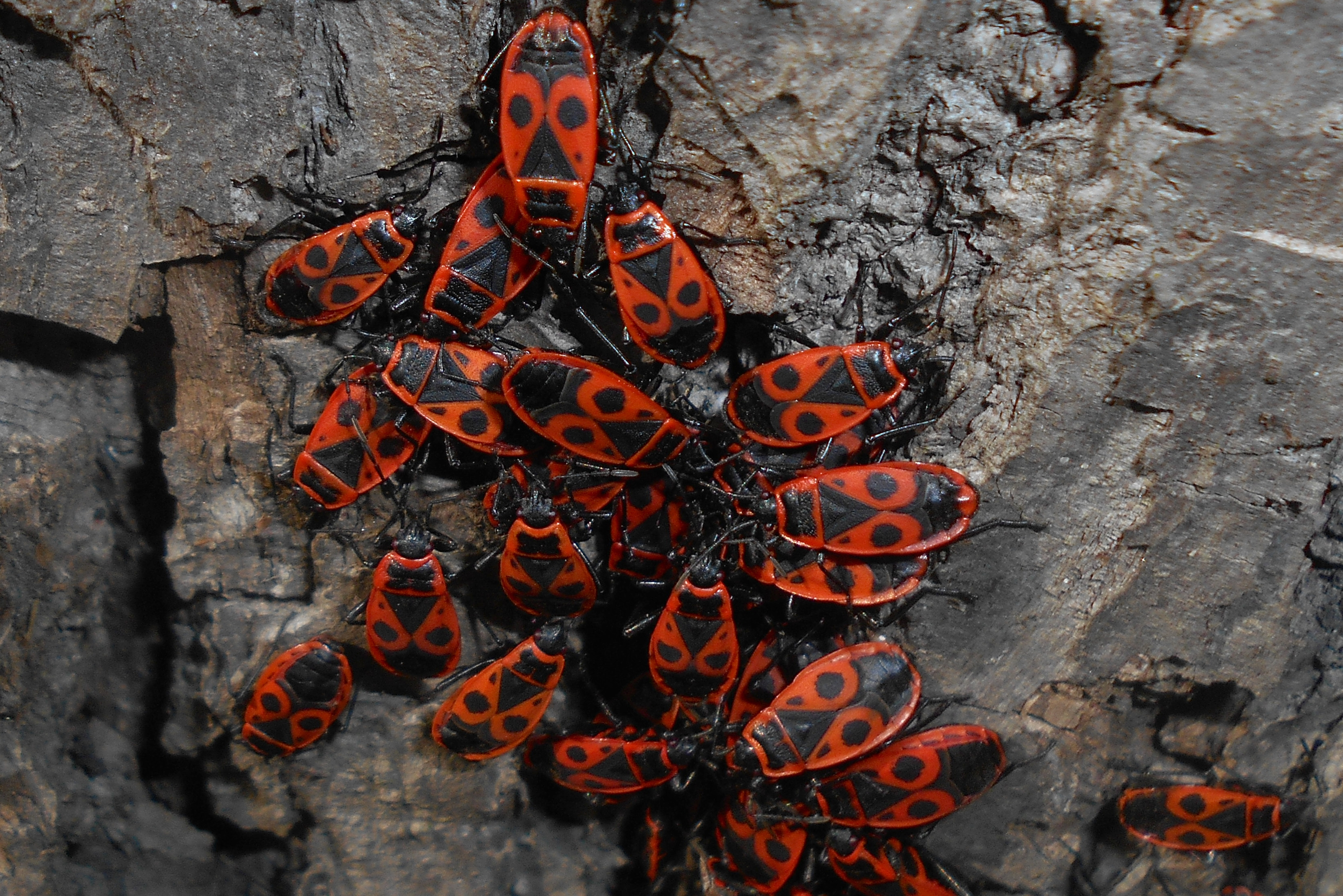
Kowale bezskrzydłe na pniu lipy

Kowale bezskrzydłe żywią się opadłymi nasionami (głównie lipy), owocami, a także sokami martwych owadów, chorych gąsienic, dżdżownic, ślimaków. Sporadycznie spożywają odchody, niekiedy również dochodzi u nich do kanibalizmu. Pokarm wysysają za pomocą kłujki.
Sam kowal rzadko staje się łupem dla innych zwierząt, gdyż jest wstrętny w smaku. Jedynie borsuki czasami żywią się tymi owadami.

### Rozmnażanie

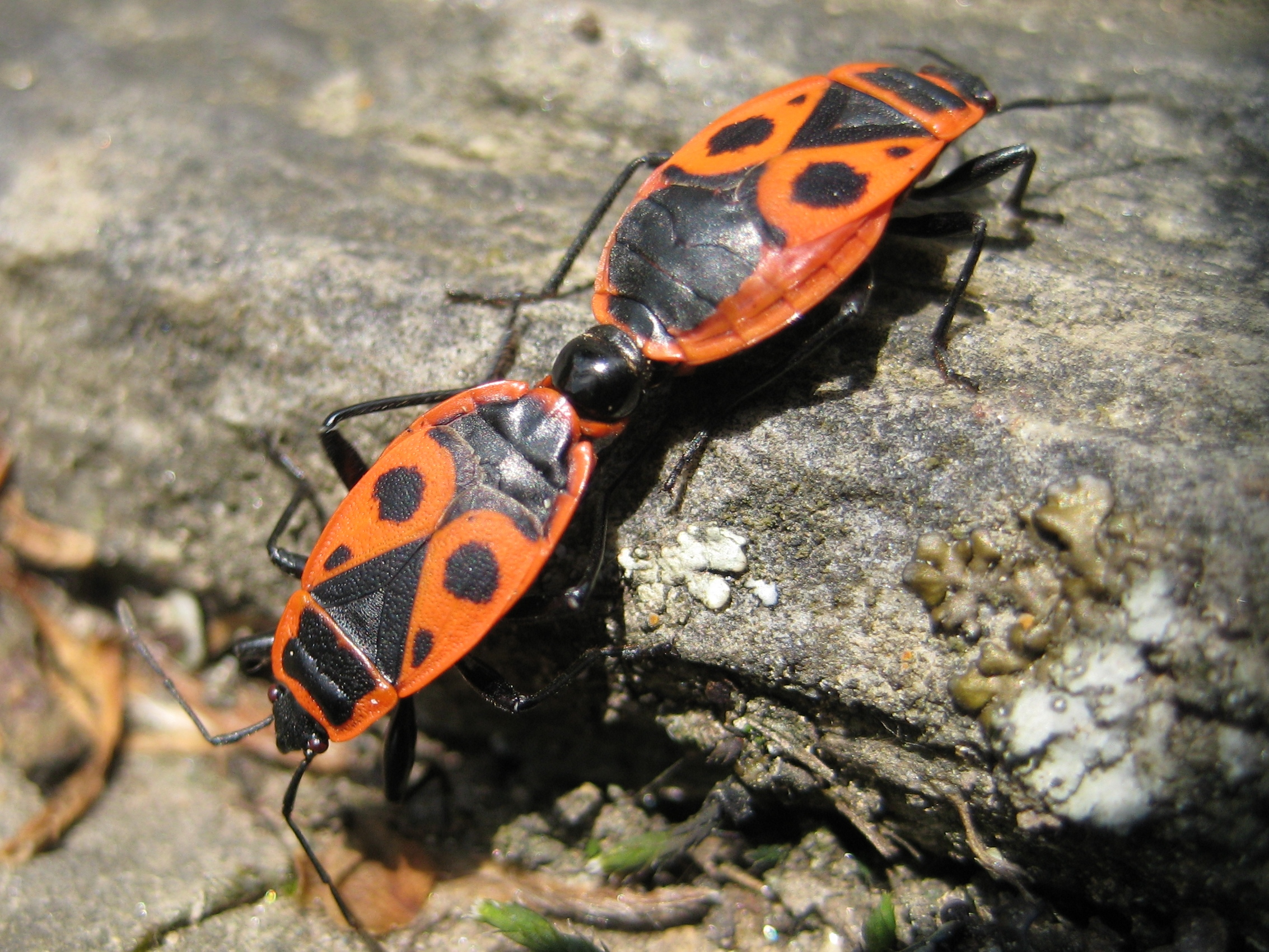
Para kowali sczepiona przy kopulacji

Samice składają jaja do ziemi, mchu lub między zalegające ziemię liście. Larwy wykluwają się w czerwcu, zimują imago, w pełni wykształcone osobniki po przepoczwarzeniu. Wczesną wiosną owady te budzą się i gromadzą w nasłonecznionych miejscach.
Ich kopulacja trwa długo – często ponad 12 godzin, niekiedy nawet do 7 dni, co jest sposobem samca na zapobieganie dostępu do samicy przez konkurentów. Z tego powodu często kowale spotykane są sczepione tylnymi częściami ciała, stąd bywają popularnie nazywane tramwajami.